# Karl Grillenberger

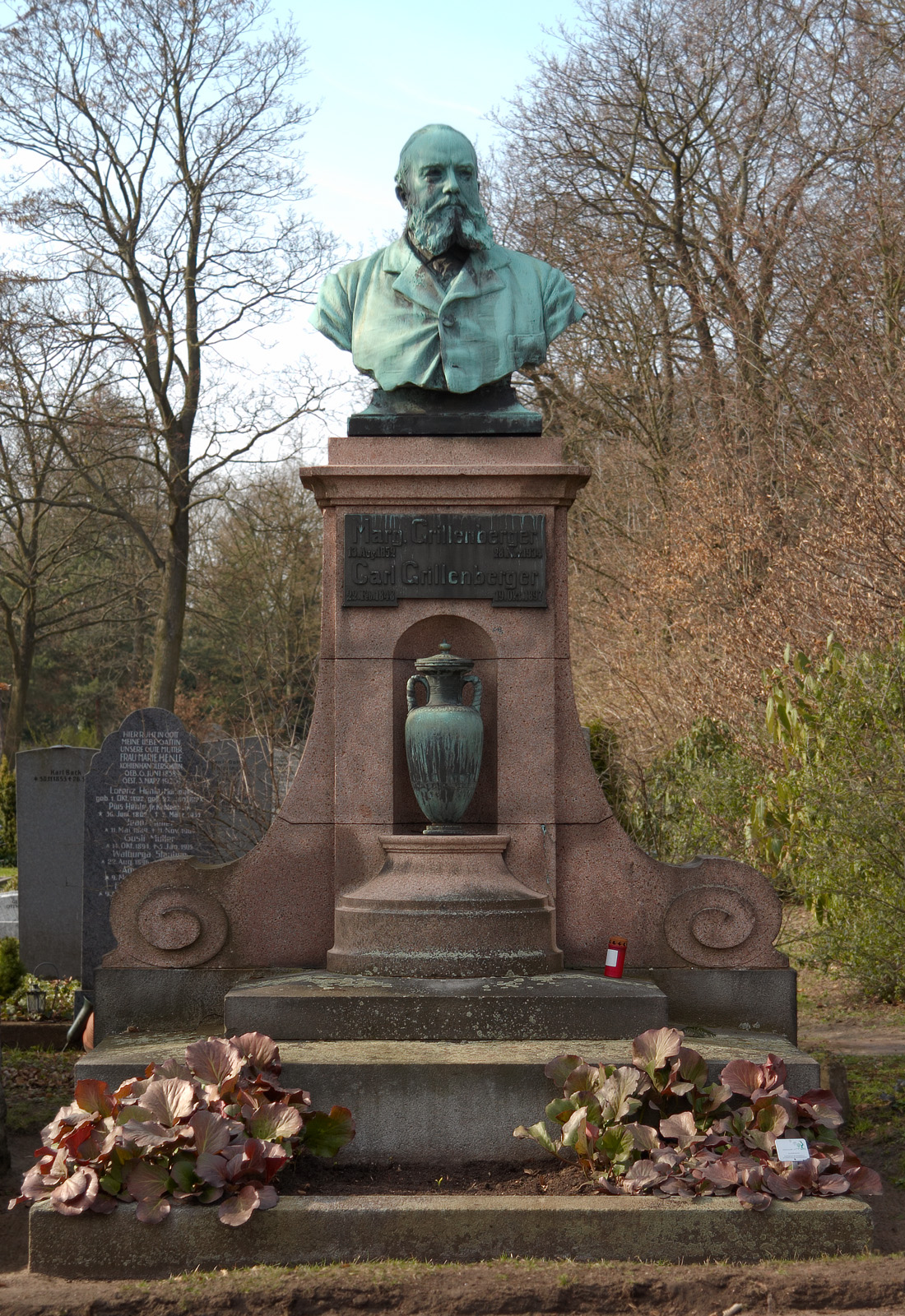
Grillenbergers grav på Westfriedhof i Nürnberg

Karl Grillenberger, född 22 februari 1848 i Zirndorf, död 9 oktober 1897 i München, var en tysk socialdemokrat.
Grillenberger arbetade intill 1874 som smed och reste som sådan tre år i Tyskland, Schweiz och Österrike. År 1875 blev han medarbetare på en tidning i Nürnberg och senare redaktör för "Fränkischer Tagespost". År 1881 invaldes han i tyska riksdagen, där han som framstående talare särskilt deltog i förhandlingarna om arbetslagstiftningen och stred emot den nya armélagen 1887. Han invaldes 1893 även till Bayerns andra kammare.